# Grube Bollnbach
Die Grube Bollnbach war ein Bergwerk in Herdorf im Landkreis Altenkirchen in Rheinland-Pfalz.

## Gangmittel
Die Gangmittel der Grube waren (Angaben in den obere Teufen):
- Hauptgang I (16–40 m lang, 0,8–5,5 m mächtig)
- Hauptgang II (38–69 m lang, 2–9 m mächtig)
- Hauptgang III (70–75 m lang, 1,5–9 m mächtig)
- Hauptgang IV (31–96 m lang, 1–14 m mächtig)
- Rothezecher Mittel (38 m lang, 1–2 m mächtig)

Das brüchige Gebirge im Gebiet der Grube bedingte zahlreiche Unfälle. Der Eisengehalt im Spateisenstein betrug 44,5 %.

## Geschichte
| Jahr | Fördermenge |
| ---- | ----------- |
| 1866 | 676 t       |
| 1867 | 4.959 t     |
| 1871 | 10.759 t    |
| 1878 | 25.750 t    |
| 1879 | 25.674 t    |
| 1880 | 25.428 t    |
| 1881 | 26.098 t    |
| 1882 | 26.849 t    |
| 1883 | 23.009 t    |
| 1884 | 19.735 t    |
| 1885 | 35.777 t    |
| 1888 | 82.478 t    |
| 1890 | 77.257 t    |
| 1891 | 67.034 t    |
| 1892 | 76.416 t    |
| 1893 | 76.766 t    |
| 1894 | 82.201 t    |
| 1895 | 78.161 t    |
| 1896 | 102.176 t   |
| 1897 | 92.704 t    |
| 1900 | 88.000 t    |
| 1903 | 95.576 t    |
| 1908 | 94.808 t    |
| 1910 | 113.301 t   |
| 1913 | 173.909 t   |

Die Grube Bollnbach war eine der ergiebigsten Gruben Herdorfs. Die Erzgänge hatten eine Mächtigkeit von bis zu 16 m. Die Verleihung erfolgte 1746, bereits zuvor wurde hier schon Erz abgebaut. Die Gänge waren durch mehrere Stollen aufgeschlossen. Der Tiefe Stollen wurde 1747 angelegt und traf nach 33 Jahren auf den erzhaltigen Gang. Tiefbau wurde ab 1792 über einen Schacht auf der Sohle des tiefen Stollens betrieben. Eine erste Kunstanlage wurde 1827 eingesetzt. Ab 1866 wurde mit Hilfe einer Dampfmaschine Tiefbau betrieben. Der Alte Schacht (Endteufe 183,5 m) wurde ab 1866 angelegt und erreichte im gleichen Jahr maximal 72 m Teufe Sohlen wurden bei 35 m, 56 m, 87 m, 120 m und 157 m unterhalb der Stollensohle angelegt. Ab 1870 war sie die ergiebigste Grube im Revier. 1877 lag sie mit ihrer Förderung auf dem 6. Platz des gesamten Siegerlandes und ab 1885 war sie die viertgrößte Grube im Siegerländer Erzrevier. Die Förderung in diesem Jahr lag bei 35.777 t Erz.
Der zweite Schacht, Schacht I, wurde 1880 im Bereich des heutigen Sportplatzes abgeteuft, da der Alte Schacht trotz eiserner Zimmerung unterhalb der 120-m-Sohle verbrochen und nur noch bis dort zu benutzen war. Schacht I hatte eine Größe von 4,03 m × 1,26 m und eine Teufe von 526 m. Die Erzförderung wurde mit einer Geschwindigkeit von 4 m/s und einem Förderseil mit 25 mm Durchmesser durchgeführt. 1899 wurden eine Aufbereitung und die „Bollnbachsbahn“ zur Friedrichshütte nach Herdorf gebaut. Schacht II wurde 1897 angelegt. Er hatte eine Teufe von 816 m und war ab 1907 in Betrieb. 1906 arbeiteten 612 Belegschaftsmitglieder in der Grube. Im Ersten Weltkrieg hatte die Grube ihre Blütezeit. Zu dieser Zeit zählte die Belegschaft ca. 800 Mann.
Mit größerer Tiefe nahmen die Erzvorkommen ab, so wurden Untersuchungstrecken zu den Gruben Neues Glück und Heinrichssegen aufgefahren, allerdings ohne günstige Aufschlüsse zu erzielen. In den 1920er Jahren wurde eine Untersuchungsstrecke auf 550-m-Sohle zur bereits stillgelegten Grube Hollertszug angelegt. Die Untersuchungsarbeiten blieben jedoch ebenfalls ohne Erfolg. Auf der 16. und 17. Sohle in 670 m und 770 m Teufe wurden keine abbauwürdigen Vorkommen gefunden. 1926 arbeiteten nur noch 254 Mann im Bergwerk. Am 23. November 1926 wurde die Förderung eingestellt, am 2. Februar 1927 wurde die Grube komplett stillgelegt. Insgesamt wurden 4,081 Mio. t Eisenerz gefördert.
Zur Grube gehörte die nahe gelegene Grube Stahlert in Herdorf, zu der nach 1900 eine Verbindung hergestellt wurde. Sie wurde bereits 1910 stillgelegt.